# インテックシステム研究所
株式会社インテックシステム研究所（インテックシステムけんきゅうしょ）は、かつて存在したITホールディングスグループの主要企業のひとつ。バイオインフォマティクス技術とインターネット関連技術（ウェブ技術）の研究開発、アドバンストリサーチ事業を主として行っていた。

## 沿革
- 1989年 - 東京都千代田区において、情報処理、情報通信、放送等に関する技術の研究開発、調査を目的として、株式会社インテック・システム研究所を資本金3億円で設立設立。
- 1990年 - 富山県富山市下新町に富山研究所ビルを竣工。
- 1993年 - 東京大学医学研究所ヒトゲノム解析センターへの研究生派遣を開始。
- 1999年 - 本社を東京都江東区に移転。
- 2000年 2月 - 社名を「インテック・ウェブ・アンド・ゲノム・インフォマティクス株式会社」に変更。
- 2000年 3月 - 株主割当により資本金4億120万円に増資。
- 2000年 4月 - 株式会社インテックの「ゲノム･インフォマティクス・センター」を統合し、バイオインフォマティクス事業の体制を一元化。
- 2000年12月 - 一般公募により資本金を6億250万円に増資。
- 2000年12月 - 東京証券取引所マザーズへ株式を上場。
- 2002年 3月 - 一般公募により資本金を13億9,649万6千円に増資。
- 2006年 9月 - 東京証券取引所マザーズ市場への上場廃止。
- 2006年10月 - 純粋持株会社制へ移行。株式会社インテックホールディングス設立。インテック・ウェブ・アンド・ゲノム・インフォマティクス株式会社はインテックホールディングスの完全子会社となる。
- 2008年 4月 - 社名を「株式会社インテックシステム研究所」に変更。
- 2009年 10月 - インテックがインテックホールディングスを吸収合併し、インテックの子会社となる。
- 2010年 4月 - 株式会社インテック・ネットコアを吸収合併
- 2011年 4月 - インテックに吸収合併され解散。